# 孤兒作品
孤兒作品（英語：Orphan work）指實際上已經不會再出版，不太可能找到原版權持有人的作品。取自孤兒孤苦無依且乏人重視的概念。
孤兒作品及其造成的爭議，常對國際知識產權關注者造成困擾；其爭論主要是，「複製或發佈孤兒作品」是否合理？不少孤兒作品在公司倒閉或其他混亂情況下，連版權擁有者也不知道自己是否擁有該物品的版權，在這情況下「版權法還應否保護這類物品」成為爭論。不少人認為，這就是一個版權保護過強甚至多餘的例子。
為解決孤兒作品的問題，某些國家考慮以強制許可規範之。而2007年，國際出版者協會（IPA）與國際圖書館協會聯合會（IFLA）已就孤兒作品獲取的主要原則達成一分協議，稱：孤兒作品擁有版權，但是其所有者無法明確，且由希望獲取權利所有人的許可而使用該作品的人持有。

## 外部連結
- 中華民國經濟部智慧財產局（页面存档备份，存于） （中文）
- 中華人民共和國版權局（页面存档备份，存于） （中文）